# Parrocchia di Saint James (Giamaica)
La parrocchia di Saint James (in lingua inglese Saint James Parish) è una delle quattordici parrocchie civili della Giamaica, è situata nella parte nord-occidentale dell'isola e fa parte della Contea di Cornwall, con 183.811 abitanti (dato 2011).
Oltre al capoluogo Montego Bay, i centri maggiori sono Adelphi, Cambridge, Montpelier, Catadupa, Fairfield, Somerton, Irwin e Dumfries.